# Pallamano ai Giochi della XXXI Olimpiade - Torneo maschile
Il torneo maschile di pallamano ai Giochi della XXXI Olimpiade si è svolto dal 7 al 21 agosto 2016 alla Arena do Futuro di Rio de Janeiro.
La medaglia d'oro è stata vinta dalla Danimarca, che in finale ha superato i campioni uscenti della Francia per 28-26, alla quale è andata la medaglia d'argento. La medaglia di bronzo è andata alla Germania, che nella finale per il terzo posto ha sconfitto la Polonia per 31-25.
La fase preliminare a gironi venne caratterizzata dall'eliminazione della Svezia, finalista nel torneo olimpico del 2012. Nei quarti di finale venne eliminata la Croazia, medaglia di bronzo a Londra 2012, dalla Polonia. Le due semifinali vennero giocate punto a punto ed entrambe terminarono 29-28 con i due volte campioni olimpici uscenti della Francia che eliminarono i tedeschi, campionato europei in carica, mentre la Danimarca superò la Polonia dopo i tempi supplementari. In finale i danesi sovvertirono i pronostici e sconfissero i francesi, che erano favoriti per la vittoria finale, conquistando la medaglia d'oro olimpica per la prima volta nel torneo maschile della pallamano.

## Formato
Le dodici squadre partecipanti sono state inserite in un due gironi da sei squadre ciascuno, e ciascuna squadra affronta tutte le altre del girone per un totale di cinque giornate. Le prime quattro classificate accedevano ai quarti di finale, mentre le quinte e seste classificate accedevano alla finale per il piazzamento.

## Squadre partecipanti
|                                     | Data                          | Sede      | Posti | Qualificate       |
| ----------------------------------- | ----------------------------- | --------- | ----- | ----------------- |
| Paese organizzatore                 |                               |           | 1     | Brasile           |
| Campionato mondiale 2015            | 15 gennaio - 1º febbraio 2015 | Qatar     | 1     | Francia           |
| Giochi Panamericani 2015            | 16-25 luglio 2015             | Canada    | 1     | Argentina         |
| Torneo asiatico di qualificazione   | 14-27 novembre 2015           | Qatar     | 1     | Qatar             |
| Campionato europeo 2016             | 15-31 gennaio 2016            | Polonia   | 1     | Germania          |
| Campionato africano 2016            | 21-30 gennaio 2016            | Egitto    | 1     | Egitto            |
| Torneo olimpico di qualificazione 1 | 8-10 aprile 2016              | Polonia   | 2     | Polonia Tunisia   |
| Torneo olimpico di qualificazione 2 | 8-10 aprile 2016              | Svezia    | 2     | Slovenia Svezia   |
| Torneo olimpico di qualificazione 3 | 8-10 aprile 2016              | Danimarca | 2     | Danimarca Croazia |
| Totale                              |                               |           | 12    |                   |

| Urna 1  | Urna 2    | Urna 3  | Urna 4  | Urna 5   | Urna 6    |
| ------- | --------- | ------- | ------- | -------- | --------- |
| Francia | Slovenia  | Croazia | Tunisia | Germania | Argentina |
| Polonia | Danimarca | Svezia  | Brasile | Qatar    | Egitto    |

## Fase a gironi

### Girone A

#### Classifica
| Pos. | Squadra   | Pt | G | V | N | P | GF  | GS  | DR  |
| ---- | --------- | -- | - | - | - | - | --- | --- | --- |
| 1.   | Croazia   | 8  | 5 | 4 | 0 | 1 | 147 | 134 | +13 |
| 2.   | Francia   | 8  | 5 | 4 | 0 | 1 | 152 | 126 | +26 |
| 3.   | Danimarca | 6  | 5 | 3 | 0 | 2 | 136 | 127 | +9  |
| 4.   | Qatar     | 5  | 5 | 2 | 1 | 2 | 122 | 127 | -5  |
| 5.   | Argentina | 2  | 5 | 1 | 0 | 4 | 110 | 126 | -16 |
| 6.   | Tunisia   | 1  | 5 | 0 | 1 | 4 | 118 | 145 | -27 |

#### Risultati
| Rio de Janeiro 7 agosto 2016, ore 9:30 UTC-3 | Croazia                      | 23 – 30 (8-15) referto | Qatar | Arena do Futuro\| Arbitro: \| Raluy López, Sabroso Ramírez \| |
| Arbitro:                                     | Raluy López, Sabroso Ramírez |                        |       |                                                               |

| Rio de Janeiro 7 agosto 2016, ore 14:40 UTC-3 | Danimarca | 25 – 19 (10-10) referto | Argentina | Arena do Futuro\| Arbitro: \| Lah, Sok \| |
| Arbitro:                                      | Lah, Sok  |                         |           |                                           |

| Rio de Janeiro 7 agosto 2016, ore 19:50 UTC-3 | Francia        | 25 – 23 (16-11) referto | Tunisia | Arena do Futuro\| Arbitro: \| Geipel, Helbig \| |
| Arbitro:                                      | Geipel, Helbig |                         |         |                                                 |

| Rio de Janeiro 9 agosto 2016, ore 9:30 UTC-3 | Qatar            | 20 – 35 (13-16) referto | Francia | Arena do Futuro\| Arbitro: \| Horáček, Novotný \| |
| Arbitro:                                     | Horáček, Novotný |                         |         |                                                   |

| Rio de Janeiro 9 agosto 2016, ore 14:40 UTC-3 | Tunisia        | 23 – 31 (10-17) referto | Danimarca | Arena do Futuro\| Arbitro: \| Pinto, Menezes \| |
| Arbitro:                                      | Pinto, Menezes |                         |           |                                                 |

| Rio de Janeiro 9 agosto 2016, ore 21:50 UTC-3 | Argentina        | 26 – 27 (15-14) referto | Croazia | Arena do Futuro\| Arbitro: \| Rashed, El-Sayed \| |
| Arbitro:                                      | Rashed, El-Sayed |                         |         |                                                   |

| Rio de Janeiro 11 agosto 2016, ore 9:30 UTC-3 | Tunisia         | 25 – 25 (12-11) referto | Qatar | Arena do Futuro\| Arbitro: \| Hansen, Gjeding \| |
| Arbitro:                                      | Hansen, Gjeding |                         |       |                                                  |

| Rio de Janeiro 11 agosto 2016, ore 14:40 UTC-3 | Danimarca      | 24 – 27 (12-15) referto | Croazia | Arena do Futuro\| Arbitro: \| Geipel, Helbig \| |
| Arbitro:                                       | Geipel, Helbig |                         |         |                                                 |

| Rio de Janeiro 11 agosto 2016, ore 21:50 UTC-3 | Francia            | 31 – 24 (17-12) referto | Argentina | Arena do Futuro\| Arbitro: \| Nikolov, Nachevski \| |
| Arbitro:                                       | Nikolov, Nachevski |                         |           |                                                     |

| Rio de Janeiro 13 agosto 2016, ore 11:30 UTC-3 | Croazia           | 29 – 28 (14-12) referto | Francia | Arena do Futuro\| Arbitro: \| Pálsson, Elíasson \| |
| Arbitro:                                       | Pálsson, Elíasson |                         |         |                                                    |

| Rio de Janeiro 13 agosto 2016, ore 14:40 UTC-3 | Danimarca        | 26 – 25 (14-14) referto | Qatar | Arena do Futuro\| Arbitro: \| Rashed, El-Sayed \| |
| Arbitro:                                       | Rashed, El-Sayed |                         |       |                                                   |

| Rio de Janeiro 13 agosto 2016, ore 21:50 UTC-3 | Argentina | 23 – 21 (14-10) referto | Tunisia | Arena do Futuro\| Arbitro: \| Koo, Lee \| |
| Arbitro:                                       | Koo, Lee  |                         |         |                                           |

| Rio de Janeiro 15 agosto 2016, ore 14:40 UTC-3 | Francia  | 33 – 30 (17-16) referto | Danimarca | Arena do Futuro\| Arbitro: \| Lah, Sok \| |
| Arbitro:                                       | Lah, Sok |                         |           |                                           |

| Rio de Janeiro 15 agosto 2016, ore 19:50 UTC-3 | Croazia            | 41 – 26 (25-10) referto | Tunisia | Arena do Futuro\| Arbitro: \| Coulibaly, Diabaté \| |
| Arbitro:                                       | Coulibaly, Diabaté |                         |         |                                                     |

| Rio de Janeiro 15 agosto 2016, ore 21:50 UTC-3 | Qatar                        | 22 – 18 (12-9) referto | Argentina | Arena do Futuro\| Arbitro: \| Raluy López, Sabroso Ramírez \| |
| Arbitro:                                       | Raluy López, Sabroso Ramírez |                        |           |                                                               |

### Girone B

#### Classifica
| Pos. | Squadra  | Pt | G | V | N | P | GF  | GS  | DR  |
| ---- | -------- | -- | - | - | - | - | --- | --- | --- |
| 1.   | Germania | 8  | 5 | 4 | 0 | 1 | 153 | 141 | +12 |
| 2.   | Slovenia | 8  | 5 | 4 | 0 | 1 | 137 | 126 | +11 |
| 3.   | Brasile  | 5  | 5 | 2 | 1 | 2 | 141 | 150 | -9  |
| 4.   | Polonia  | 4  | 5 | 2 | 0 | 3 | 139 | 140 | -1  |
| 5.   | Egitto   | 3  | 5 | 1 | 1 | 3 | 129 | 143 | -14 |
| 6.   | Svezia   | 2  | 5 | 1 | 0 | 4 | 132 | 131 | +1  |

#### Risultati
| Rio de Janeiro 7 agosto 2016, ore 11:30 UTC-3 | Svezia          | 29 – 32 (15-18) referto | Germania | Arena do Futuro\| Arbitro: \| Hansen, Gjeding \| |
| Arbitro:                                      | Hansen, Gjeding |                         |          |                                                  |

| Rio de Janeiro 7 agosto 2016, ore 16:40 UTC-3 | Polonia            | 32 – 34 (13-16) referto | Brasile | Arena do Futuro\| Arbitro: \| Nachevski, Nikolov \| |
| Arbitro:                                      | Nachevski, Nikolov |                         |         |                                                     |

| Rio de Janeiro 7 agosto 2016, ore 21:50 UTC-3 | Slovenia          | 27 – 26 (15-15) referto | Egitto | Arena do Futuro\| Arbitro: \| Pálsson, Elíasson \| |
| Arbitro:                                      | Pálsson, Elíasson |                         |        |                                                    |

| Rio de Janeiro 9 agosto 2016, ore 11:30 UTC-3 | Germania                     | 32 – 29 (16-14) referto | Polonia | Arena do Futuro\| Arbitro: \| Raluy López, Sabroso Ramírez \| |
| Arbitro:                                      | Raluy López, Sabroso Ramírez |                         |         |                                                               |

| Rio de Janeiro 9 agosto 2016, ore 16:40 UTC-3 | Brasile         | 28 – 31 (13-16) referto | Slovenia | Arena do Futuro\| Arbitro: \| Hansen, Gjeding \| |
| Arbitro:                                      | Hansen, Gjeding |                         |          |                                                  |

| Rio de Janeiro 9 agosto 2016, ore 19:50 UTC-3 | Egitto                                 | 26 – 25 (12-13) referto | Svezia | Arena do Futuro\| Arbitro: \| Mousaviyan Nazhad Sadeghi, Kolahdouzan \| |
| Arbitro:                                      | Mousaviyan Nazhad Sadeghi, Kolahdouzan |                         |        |                                                                         |

| Rio de Janeiro 11 agosto 2016, ore 11:30 UTC-3 | Polonia         | 33 – 25 (16-10) referto | Egitto | Arena do Futuro\| Arbitro: \| Santos, Fonseca \| |
| Arbitro:                                       | Santos, Fonseca |                         |        |                                                  |

| Rio de Janeiro 11 agosto 2016, ore 16:40 UTC-3 | Brasile          | 33 – 30 (17-16) referto | Germania | Arena do Futuro\| Arbitro: \| Horáček, Novotný \| |
| Arbitro:                                       | Horáček, Novotný |                         |          |                                                   |

| Rio de Janeiro 11 agosto 2016, ore 19:50 UTC-3 | Slovenia                     | 29 – 24 (14-13) referto | Svezia | Arena do Futuro\| Arbitro: \| Raluy López, Sabroso Ramírez \| |
| Arbitro:                                       | Raluy López, Sabroso Ramírez |                         |        |                                                               |

| Rio de Janeiro 13 agosto 2016, ore 9:30 UTC-3 | Slovenia           | 25 – 28 (12-11) referto | Germania | Arena do Futuro\| Arbitro: \| Nikolov, Nachevski \| |
| Arbitro:                                      | Nikolov, Nachevski |                         |          |                                                     |

| Rio de Janeiro 13 agosto 2016, ore 16:40 UTC-3 | Egitto   | 27 – 27 (15-13) referto | Brasile | Arena do Futuro\| Arbitro: \| Lah, Sok \| |
| Arbitro:                                       | Lah, Sok |                         |         |                                           |

| Rio de Janeiro 13 agosto 2016, ore 19:50 UTC-3 | Svezia         | 24 – 25 (13-12) referto | Polonia | Arena do Futuro\| Arbitro: \| Geipel, Helbig \| |
| Arbitro:                                       | Geipel, Helbig |                         |         |                                                 |

| Rio de Janeiro 15 agosto 2016, ore 9:30 UTC-3 | Polonia          | 20 – 25 (13-13) referto | Slovenia | Arena do Futuro\| Arbitro: \| Horáček, Novotný \| |
| Arbitro:                                      | Horáček, Novotný |                         |          |                                                   |

| Rio de Janeiro 15 agosto 2016, ore 11:30 UTC-3 | Germania        | 31 – 25 (15-12) referto | Egitto | Arena do Futuro\| Arbitro: \| Hansen, Gjeding \| |
| Arbitro:                                       | Hansen, Gjeding |                         |        |                                                  |

| Rio de Janeiro 15 agosto 2016, ore 16:40 UTC-3 | Svezia          | 30 – 19 (16-10) referto | Brasile | Arena do Futuro\| Arbitro: \| Santos, Fonseca \| |
| Arbitro:                                       | Santos, Fonseca |                         |         |                                                  |

## Fase finale

### Tabellone
|  | Quarti        | Quarti    |           |          | Semifinale      | Semifinale      |  |  | Finale | Finale |
|  |               |           |           |          |                 |                 |  |  |        |        |
|  |               |           |           |          |                 |                 |  |  |        |        |
|  |               |           |           |          |                 |                 |  |  |        |        |
|  | 1A. Croazia   | 27        |           |          |                 |                 |  |  |        |        |
|  | 1A. Croazia   | 27        |           |          |                 |                 |  |  |        |        |
|  | 4B. Polonia   | 30        |           |          |                 |                 |  |  |        |        |
|  | 4B. Polonia   | 30        | Polonia   | 28       |                 |                 |  |  |        |        |
|  |               |           | Polonia   | 28       |                 |                 |  |  |        |        |
|  |               | Danimarca | 29        |          |                 |                 |  |  |        |        |
|  | 3A. Danimarca | Danimarca | 29        | 37       |                 |                 |  |  |        |        |
|  | 3A. Danimarca |           |           | 37       |                 |                 |  |  |        |        |
|  | 2B. Slovenia  | 30        |           |          |                 |                 |  |  |        |        |
|  | 2B. Slovenia  | 30        | Danimarca | 28       |                 |                 |  |  |        |        |
|  |               |           | Danimarca | 28       |                 |                 |  |  |        |        |
|  |               | Francia   | 26        |          |                 |                 |  |  |        |        |
|  | 3B. Brasile   | Francia   | 26        | 27       |                 |                 |  |  |        |        |
|  | 3B. Brasile   |           |           | 27       |                 |                 |  |  |        |        |
|  | 2A. Francia   | 34        |           |          |                 |                 |  |  |        |        |
|  | 2A. Francia   | 34        | Francia   | 29       | Finale 3º posto | Finale 3º posto |  |  |        |        |
|  |               |           | Francia   | 29       | Finale 3º posto | Finale 3º posto |  |  |        |        |
|  |               | Germania  | 28        |          |                 |                 |  |  |        |        |
|  | 1B. Germania  | Germania  | 28        | 34       | Polonia         | 25              |  |  |        |        |
|  | 1B. Germania  |           |           | 34       | Polonia         | 25              |  |  |        |        |
|  | 4A. Qatar     | 22        |           | Germania | 31              |                 |  |  |        |        |
|  | 4A. Qatar     | 22        |           |          | 31              |                 |  |  |        |        |
|  |               |           |           |          |                 |                 |  |  |        |        |
|  |               |           |           |          |                 |                 |  |  |        |        |

### Quarti di finale
| Arbitro: | Horáček, Novotný |

|          |           |          |
| Pozzer 8 | Marcatori | 8 Guigou |

| Arbitro: | Lah, Sok |

|                                |           |          |
| Gensheimer, Reichmann, Wiede 5 | Marcatori | 9 Capote |

| Arbitro: | Raluy López, Sabroso Ramírez |

|                        |           |                |
| L. Hansen, M. Hansen 8 | Marcatori | 6 Bezjak, Janc |

| Arbitro: | Geipel, Helbig |

|                    |           |                |
| 7 Stepančić, Čupić | Marcatori | K. Bielecki 12 |

### Semifinali
| Arbitro: | Hansen, Gjeding |

|            |           |               |
| Narcisse 7 | Marcatori | 11 Gensheimer |

| Arbitro: | Horáček, Novotný |

|            |           |              |
| Bielecki 7 | Marcatori | 10 M. Hansen |

### Finale 3º posto
| Arbitro: | Horáček, Novotný |

|                       |           |             |
| Krajewski, Lijewski 5 | Marcatori | 7 Reichmann |

### Finale
| Arbitro: | Raluy López, Sabroso Ramírez |

|             |           |          |
| M. Hansen 8 | Marcatori | 6 Guigou |

## Classifica finale
| Pos | Squadre   |
| --- | --------- |
|     | Danimarca |
|     | Francia   |
|     | Germania  |
| 4   | Polonia   |
| 5   | Croazia   |
| 6   | Slovenia  |
| 7   | Brasile   |
| 8   | Qatar     |
| 9   | Egitto    |
| 10  | Argentina |
| 11  | Svezia    |
| 12  | Tunisia   |

## Statistiche

### Classifica marcatori
Fonte: Report ufficiale dei Giochi della XXX Olimpiade.
| Pos. | Nome              | Nazionale | Reti | Tiri |
| ---- | ----------------- | --------- | ---- | ---- |
| 1    | Karol Bielecki    | Polonia   | 55   | 87   |
| 2    | Mikkel Hansen     | Danimarca | 54   | 87   |
| 3    | Uwe Gensheimer    | Germania  | 49   | 62   |
| 3    | Lasse Svan Hansen | Danimarca | 49   | 70   |
| 5    | Tobias Reichmann  | Germania  | 41   | 50   |
| 6    | Rafael Capote     | Qatar     | 40   | 66   |
| 7    | Michaël Guigou    | Francia   | 39   | 52   |
| 8    | Michał Daszek     | Polonia   | 33   | 66   |
| 8    | Žarko Marković    | Qatar     | 33   | 70   |
| 10   | Daniel Narcisse   | Francia   | 32   | 44   |
| 10   | Valentin Porte    | Francia   | 32   | 49   |

## Premi individuali
Migliori giocatori del torneo.
| Ruolo             | Giocatore              |
| ----------------- | ---------------------- |
| Miglior giocatore | Mikkel Hansen          |
| Portiere          | Niklas Landin Jacobsen |
| Ala sinistra      | Uwe Gensheimer         |
| Terzino sinistro  | Mikkel Hansen          |
| Centrale          | Nikola Karabatić       |
| Terzino destro    | Valentin Porte         |
| Ala destra        | Lasse Svan Hansen      |
| Pivot             | Cédric Sorhaindo       |